# Polen
Polen (Pools: Polska), officieel de Republiek Polen (Pools: Rzeczpospolita Polska), is een land in Centraal-Europa. In het westen wordt het begrensd door Duitsland (Oder-Neissegrens), in het zuiden door Tsjechië en Slowakije, in het oosten door Litouwen, Wit-Rusland en Oekraïne en in het noorden door de Oostzee en de Russische exclave Kaliningrad. Polen heeft een oppervlakte van 311.888 km² en een inwonertal van 38.282.325 (2020). De hoofdstad en grootste stad van het land is Warschau (Pools: Warszawa).
De West-Slavische Polanen vestigden zich vanaf de zesde eeuw in de regio tijdens de Grote Volksverhuizing. Vorst Mieszko I geldt met zijn bekering tot het christendom in 966 als grondlegger van de eerste Poolse staat, een gebied dat onder zijn bewind grotendeels samenviel met de huidige landsgrenzen. Het Koninkrijk Polen werd in 1025 opgericht en zou zich later samenvoegen tot het Pools-Litouwse Gemenebest, destijds een van de grootste rijken in Europa. Vanaf de 18e eeuw werd Polen opgedeeld door rivaliserende grootmachten, waardoor het in 1795 geheel van de kaart verdween. Na de Eerste Wereldoorlog ontstond de onafhankelijke Tweede Poolse Republiek, maar niet lang daarna werd het land het slachtoffer van de Duitse bezetting. Na de Tweede Wereldoorlog was Polen via het Warschaupact verbonden aan de Sovjet-Unie. Polen liep in 1989 voorop bij de democratische revoluties die de val van het communisme inleidden. Het land kende als eerste vrije verkiezingen in het voormalige Oostblok.
Staatkundig is Polen een parlementaire republiek en een eenheidsstaat, onderverdeeld in 16 woiwodschappen. Polen is lid van een groot aantal internationale organisaties, waaronder de Europese Unie, de Verenigde Naties, de NAVO, de Wereldhandelsorganisatie en de OESO. Sinds het einde van het communisme en de overgang naar een vrije markteconomie is Polen een sterke economische mogendheid in Midden-Europa. Ondanks de verwoestingen die het land troffen tijdens de Tweede Wereldoorlog, is een groot deel van het Poolse culturele erfgoed bewaard gebleven. In 2019 stonden er 16 Poolse erfgoedplaatsen op de Werelderfgoedlijst van UNESCO.

## Geschiedenis
Het woord Polen is afkomstig van het Poolse woord Pole, hetgeen veld of vlakte betekent. Het woord Polska echter, wat in het Pools Polen betekent, is afgeleid van de woorden pola en lasy, wat velden en bossen betekent.
De meeste historici dateren de oprichting van een Poolse staat in 966, toen Mieszko I, heerser over een territorium dat min of meer overeenkomt met het hedendaagse Polen, zich bekeerde tot het christendom. Zijn zoon Bolesław de Dappere werd tot eerste koning gekroond en verstevigde de positie van de jonge staat in Midden-Europa. In 1025 werd het Koninkrijk Polen opgericht, dat zou bestaan tot 1385.

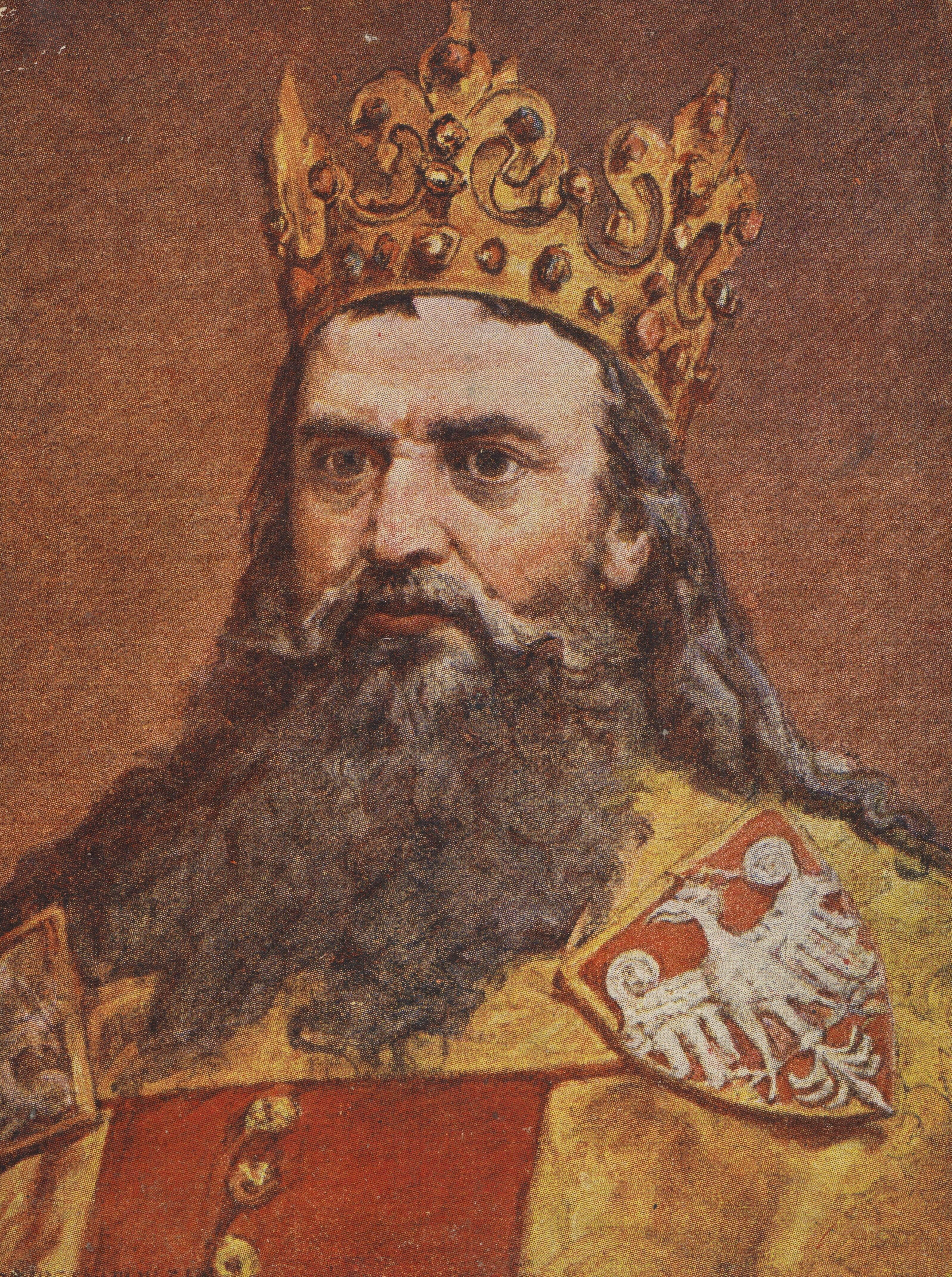
Casimir de Grote

Onder koning Casimir de Grote (regerend van 1333 tot 1370) moderniseerde Polen; de Universiteit van Krakau (1364) werd gesticht, de economie groeide en het land breidde zich uit in oostelijke richting. In 1386 werden Polen en Litouwen in personele unie samengevoegd in het Pools-Litouws Gemenebest onder leiding van Władysław II Jagiełło, koning van Polen, grootvorst van Litouwen (1386-1444). Het Pools-Litouwse rijk was tussen 1386 en 1572 qua oppervlakte het grootste rijk in Europa. Het strekte zich uit vanaf de Oostzee tot aan de Zwarte Zee, met het huidige Wit-Rusland en grote delen van het huidige Oekraïne binnen zijn grenzen. Tijdens de reformatie bleef, in tegenstelling tot in West-Europa, het Pools-Litouws Gemenebest vredig en vonden er geen grootschalige religieuze vervolgingen plaats. Polen kreeg in 1791 de eerste geschreven grondwet in Europa.
Het hervormingsproces stopte met de verdelingen van Polen onder Rusland, Oostenrijk en Pruisen (1772, 1792 en 1795). Het tijdens de napoleontische oorlogen opgerichte Hertogdom Warschau werd door de Russische tsaren geannexeerd.
Tussen 1795 en 1918 vonden er twee grote opstanden plaats met als doel het herstel van een soeverein Polen. Beide opstanden, in 1830 en 1863 mislukten met grotere repressie van de overheersers tot gevolg. Polen kende echter een sterke bloei van het (veelal clandestiene) culturele leven, dat belangrijk was bij het in stand houden van het Poolse onafhankelijkheidsstreven. In 1915 werd door Oostenrijk-Hongarije en het Duitse Keizerrijk het Regentschap Polen opgericht in het voormalig Congres-Polen, maar oude Poolse gebieden zoals de provincie Posen (Poznań, Wielkopolska) maakten hiervan geen deel uit.

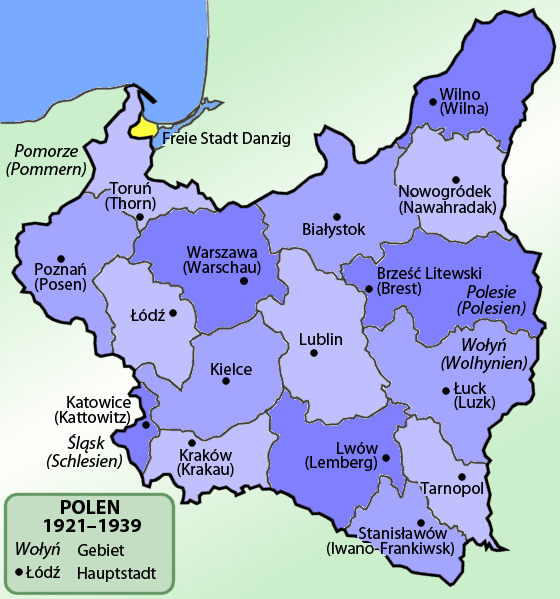
De grenzen van de Tweede Poolse Republiek tussen 1921 en 1939 lagen een stuk oostelijker dan nu. Wat sinds 1945 West-Polen is, was destijds onderdeel van de Weimarrepubliek (Duitsland). De Poolse oostgrens bevond zich in het huidige Oekraïne.

Polen herwon zijn onafhankelijkheid na afloop van de Eerste Wereldoorlog in 1918, in de vorm van de Tweede Poolse Republiek. Er werd een nieuw, groter Polen opgericht, dat zijn onafhankelijkheid tegenover de Sovjet-Unie succesvol verdedigde tijdens de Pools-Russische Oorlog van 1919-1921. In die oorlog stond Polen lange tijd met de rug tegen de muur. Uiteindelijk wonnen ze toch, o.a. na de Slag bij Warschau. De nieuwe grenzen werden vastgelegd na de Vrede van Riga (1921).
Op 1 september 1939 begon de Tweede Wereldoorlog met de inval in Polen door nazi-Duitsland. Zestien dagen later (17 september 1939) viel ook de Sovjet-Unie Polen aan, in het oosten. De Sovjet-Unie en nazi-Duitsland verdeelden vervolgens het verslagen Polen. Polen werd tijdens deze oorlog zwaar getroffen: twintig procent van de Poolse bevolking kwam om het leven, meer dan 6 miljoen Poolse burgers. In 1939–1941 werden ongeveer 325.000 Polen gedeporteerd door de Sovjet-Unie. Uiteindelijk echter stierven in deze oorlog ‘slechts’ ongeveer 100.000 Polen door toedoen van de Russen, tegenover minstens vijf miljoen – waarvan 3 miljoen Poolse Joden – door toedoen van de Duitsers.

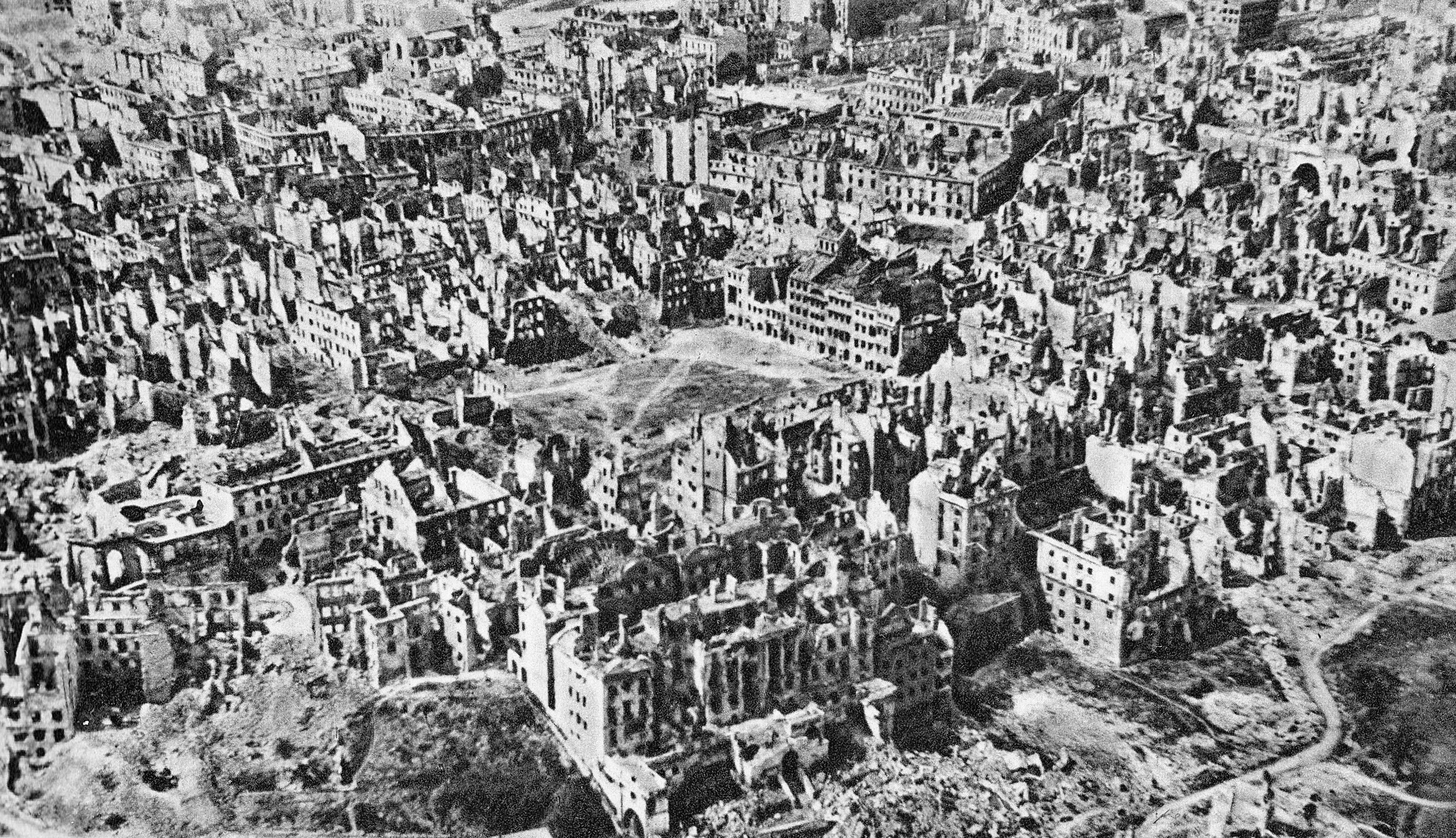
Warschau werd tijdens de Tweede Wereldoorlog grotendeels verwoest door de nazi's, als deel van de invasie van Polen en later als vergelding voor de Opstand van Warschau in 1944.

Ruim 20.000 Polen werden in april 1940 door de Sovjet-Russische NKVD vermoord tijdens het Bloedbad van Katyn. Na overleg met Stalin, en druk vanuit het Verenigd Koninkrijk, konden Polen vanaf 1943 dienst nemen in het Britse leger. Hun vrouwen en kinderen mochten mee. Dit was de basis voor het Poolse Tweede Korps. Verzetsactiviteiten zoals de Opstand van Warschau (augustus 1944) eindigden met bloedvergieten en verwoesting. Door de bouw van zes vernietigingskampen in het bezette Polen door het naziregime, waaronder Auschwitz, Sobibor en Treblinka, werd de Holocaust voor een groot deel op Poolse bodem uitgevoerd.
Na de Tweede Wereldoorlog werden zowel de oostgrens als de westgrens naar het westen opgeschoven. De grens aan de Oder en de Neisse (Pools: Odra en Nysa) is de staatsgrens tussen Polen en Duitsland die na de Tweede Wereldoorlog is vastgelegd als gevolg van geallieerde beslissingen op de conferenties van Jalta en Potsdam. Polen kreeg er uitgestrekte gebieden bij van het overwonnen Duitsland (gebied 1931, zuidelijk Oost-Pruisen, Pommeren, Neder-Silezië, Opper-Silezië, Danzig, Neumark/Oost-Brandenburg), maar verloor anderzijds veel oostelijke gebieden (Kresy) aan de Sovjet-Unie (Litouwse, Oekraïense en Wit-Russische sovjetrepublieken). Dit had voor Polen enorme gevolgen: in de voormalige Duitse gebieden hadden voor de oorlog 9,2 miljoen Duitsers gewoond; zij werden verdreven, gedeporteerd en soms vermoord door de Poolse autoriteiten, bijgestaan door het Sovjet-leger. Aan de andere kant moesten bijna één miljoen Poolse burgers de gebieden die aan Wit-Rusland en Oekraïne toekwamen verlaten. Polen werd een satellietstaat van de Sovjet-Unie in 1944 en kreeg in 1952 de naam Volksrepubliek Polen.
Studenten protesteerden in 1968 massaal tegen de communistische dictatuur. In de jaren 1980-1989 werd met massale protesten in Gdańsk onder leiding van Lech Wałęsa van de vakbond Solidarność en met steun van de Poolse paus Johannes Paulus II de val van het communisme ingeleid. In augustus 1989 won deze vakbond de verkiezingen, de eerste vrije verkiezingen achter het IJzeren Gordijn. Daarna volgde de ineenstorting van alle communistische regimes van de overige Centraal- en Oost-Europese landen, met als symbolisch hoogtepunt de val van de Berlijnse Muur. Een nieuwe grondwet maakte daarna van Polen een democratie.
Polen is na de omwenteling lid geworden van de Europese Unie en heeft forse economische groei doorgemaakt. De welvaart is echter ongelijk verdeeld: er zijn nieuwe rijken, maar er is nog steeds een proletariaat. In 1999 voegde Polen zich bij de NAVO. Sinds 1 mei 2004 is het land lid van de Europese Unie.

## Geografie

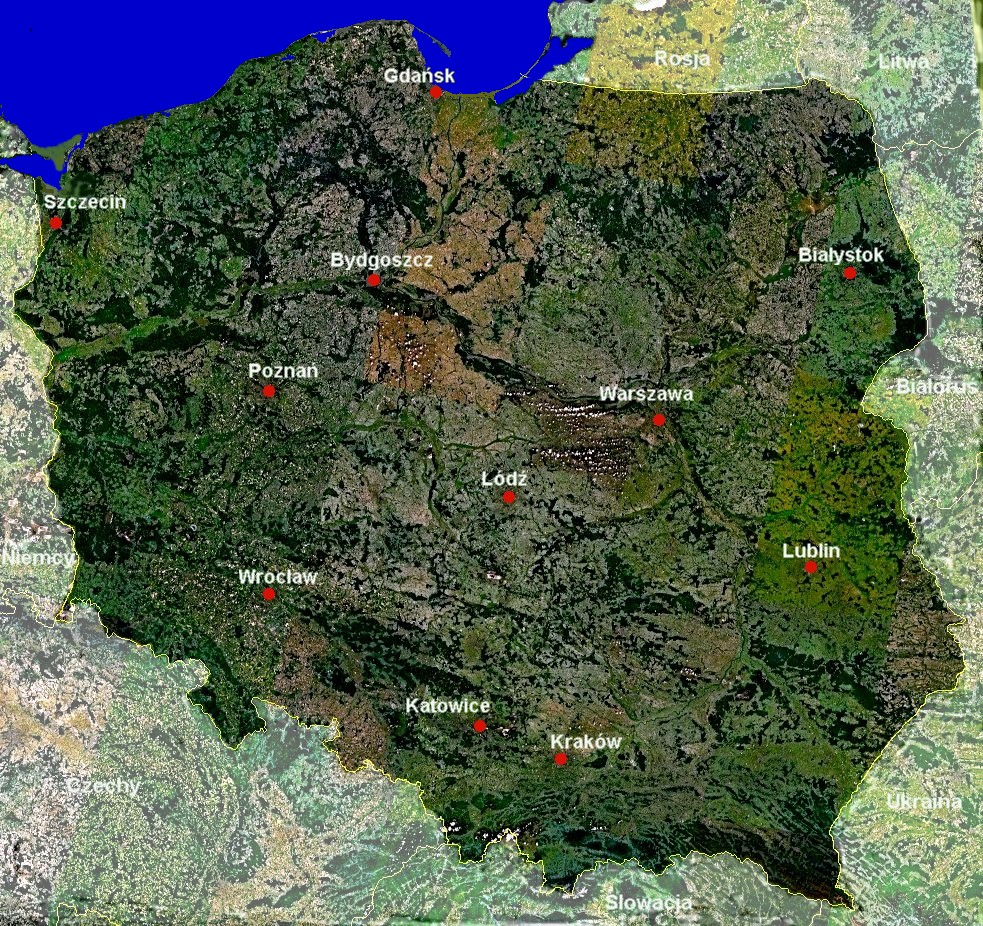
Satellietfoto van Polen waarop de grootste steden zijn aangegeven

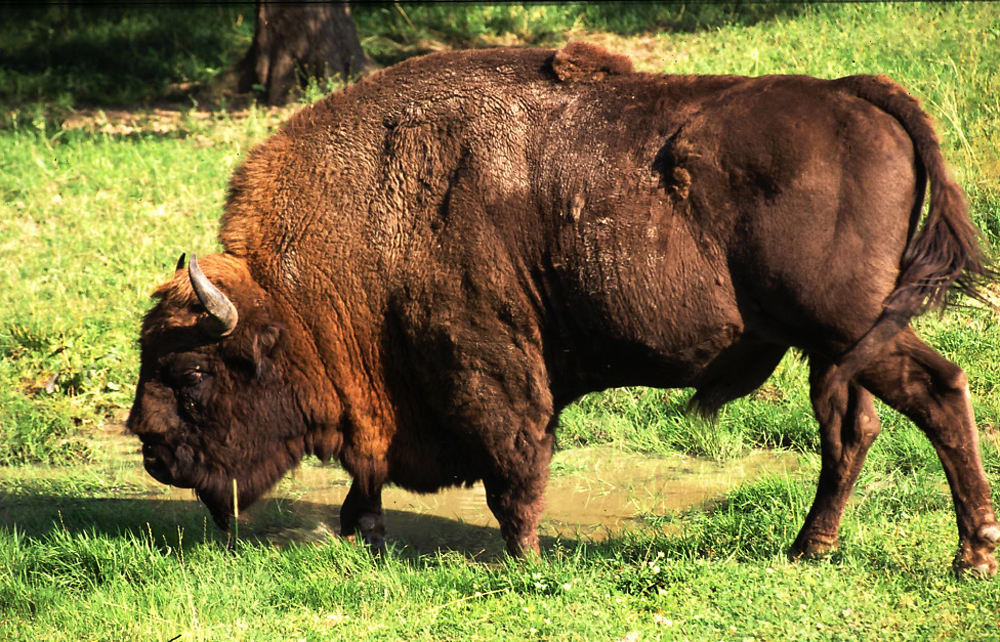
Een wisent in het Woud van Białowieża

Polen heeft een oppervlakte van 311.888 km². De totale omtrek van de Poolse landsgrenzen bedraagt 3014 km, er is een kustlijn van 524 km. De grenzen met Oekraïne, Wit-Rusland en Rusland zijn tegelijkertijd de buitengrens van de Europese Unie en het Schengengebied.
Qua oppervlakte heeft het de 69e plaats in de wereld en de negende in Europa. Met een bevolking van 37 of 38 miljoen inwoners (2020) - het is moeilijk precies vast te stellen door de emigratie - staat het qua bevolking op de 38e plaats in de wereld en op de 5e plaats in de Europese Unie.
De grootste rivieren van het land zijn de Wisła (ook bekend als Vistula/Weichsel; 1047 km) en de Oder (Pools: Odra). Het grootste meer is het Śniardwymeer in het Mazoerisch merengebied met ruim 110km². In het noordoosten ligt het grootste restant van het Europese oerbos, het oerbos van Białowieża. De gehele zuidelijke grens met Tsjechië en Slowakije bestaat uit gebergte. Langs de Tsjechische grens worden de bergen de Sudeten genoemd, waarvan de hoogste berg de Śnieżka (Sněžka) is (1602 m boven de zeespiegel). Oostelijker gaan de bergen over in het Tatragebergte (onderdeel van de Karpaten). Aan de Poolse kant is de berg Rysy, op de grens met Slowakije, het hoogst met zijn 2499 m boven zeeniveau. De Tatra staat bekend om zijn prachtige, heldere dalmeren, zoals het Morskie Oko. Een belangrijke bergpas tussen Polen en Slowakije is de Starorobociańska Przełęcz. Het Tatra-gebergte is hierom een populaire toeristische bestemming. In de winter kan er ook geskiet worden in Zakopane. Deze stad is het gezicht van de Poolse bergen.

### Klimaat
Het klimaat van Polen is een overgang van een gematigd zeeklimaat in het noorden en westen van het land naar een droog landklimaat in het zuiden en oosten. De neerslag bedraagt in de Karpaten en de Sudeten meer dan 800 mm per jaar; op de plateaus en meervlakten 600 tot 800 mm per jaar en in Centraal-Polen 450 mm. In de maanden september en oktober wordt het frisser en neemt de kans op regen toe, maar het aantal zonnige dagen is nog behoorlijk groot. November en december hebben veel mist en regen.
De winters duren van half december tot in april en zijn door de oostenwinden in het oosten en het zuiden erg streng met veel sneeuwval. Rivieren en meren zijn in die regio’s dan grotendeels bevroren. In de lange, warme zomerperiode stijgt de temperatuur tot boven 25 °C; in de winter daalt het kwik tot onder 0 °C.
De gemiddelde julitemperatuur is 17 °C aan de Oostzee tot 20 °C in het zuidoosten; de gemiddelde januaritemperatuur varieert regionaal van −1 °C tot −6 °C.

### Fauna en flora
De Poolse wouden hebben een rijke fauna en flora. Ze herbergen meer dan 400 jaar oude taxusbomen en huisvesten meer dan 140 vogelsoorten, waaronder de steenuil, de zeearend en de kraanvogel. Verder leven er zoogdieren, zoals de wolf, de vos, eekhoorn, bever, de Europese bizon, de eland en het everzwijn, alsook diverse soorten amfibieën en reptielen. Beren komen ook voor in Polen. Het gaat hier dan om de Europese bruine beer, die je kunt spotten in de Karpaten (de Poolse Tatra).

### Grootste steden
Warschau (Warszawa) is de hoofdstad en grootste stad van Polen met circa 1,7 miljoen inwoners. Andere grote steden zijn Krakau (Kraków), Łódź, Wrocław, Poznań, Gdańsk. Het Silezisch stedengebied vormt de grootste agglomeratie van het land met Katowice als grootste stad.
In orde van grootte (volgens census 2021)
| Stad     | Inwoners  |
| -------- | --------- |
| Warschau | 1.860.281 |
| Krakau   | 800.653   |
| Wrocław  | 672.929   |
| Łódź     | 670.642   |
| Poznań   | 546.859   |

## Bevolking

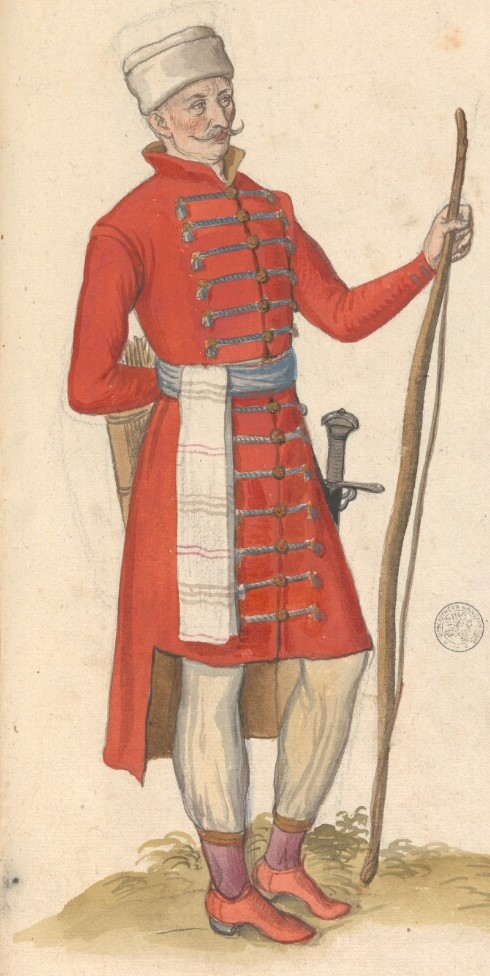
Zestiende-eeuwse perceptie van een Poolse man, geïllustreerd in het kostuumboek "Théâtre de tous les peuples et nations de la terre avec leurs habits et ornemens divers, tant anciens que modernes, diligemment depeints au naturel". Gemaakt door Lucas d'Heere in de 2e helft van de 16e eeuw. Bewaard in de Universiteitsbibliotheek Gent.

Polen telde 38.432.992 inwoners aan het eind van 2016. Daarvan woonden er 23,1 miljoen in steden en 15,3 miljoen op het platteland. Het land had in 2016 een geboortecijfer van 9,9‰ en een sterftecijfer van 10,1‰. De natuurlijke bevolkingsaanwas was negatief en bedroeg −0,2‰. In Polen is een proces van ontstedelijking gaande: het aantal inwoners in steden daalt (−0,16% per jaar), terwijl de plattelandsbevolking (+0,20%) al sinds begin van de jaren 80 stijgt.
De bevolking van Polen is in de tweede helft van de twintigste eeuw snel toegenomen. Na het einde van de Tweede Wereldoorlog, in het jaar 1946, woonden er 23,6 miljoen mensen in Polen. Er werden in dat jaar ruim 622 duizend kinderen geboren, terwijl er ongeveer 242 duizend mensen stierven. De jaren daarna steeg het aantal geboortes vanwege de babyboom tot een hoogtepunt van 794 duizend baby's in 1955. Het geboortecijfer was in die periode zo'n dertig geboorten per duizend inwoners. Daarna begon het geboortecijfer te dalen, maar het bleef nog relatief hoog vergeleken met andere Europese landen. Na de val van het communisme in Polen is het aantal geboortes flink afgenomen: van 600 duizend geboortes (eind jaren 80) tot een dieptepunt van 351 duizend geboortes in 2003. Het geboortecijfer bedroeg in dat jaar 9,2‰ (in het jaar 1990 was het geboortecijfer nog 14,3‰ en in 1980 zelfs 19,5‰). De Poolse overheid probeert het geboortecijfer inmiddels op te krikken met campagnes en bonussen. Het geboortecijfer is inmiddels licht gestegen tot 382.300 (9,9‰), maar de bevolkingsgroei blijft negatief (−5700 in 2016).
Vanwege de vergrijzing is het aantal sterftegevallen toegenomen tot 388000 en dit aantal zal in de toekomst waarschijnlijk nog verder stijgen (ter vergelijking: in het jaar 1960 stierven er maar 224.200 mensen).

### Taal
De officiële taal is Pools. Bij de volkstelling van 2002 werden 36.983.700 Polen geregistreerd, oftewel 96,74% van de bevolking. De belangrijkste minderheden van de overgebleven 471.500 (1,23%) zijn de Sileziërs (173.200) en de Duitsers (152.900). Bij de volkstelling gaven 774.900 mensen (2,03%) geen nationaliteit op.
In Silezië bevindt zich het grootste deel van een aanzienlijke Duitse minderheid, een kleiner deel in Pommeren en Ermland. Verdere minderheden zijn de Kasjoeben nabij Gdańsk, alsmede kleine groepen Oekraïners, Litouwers, Wit-Russen en Roethenen (Lemko). Het Russisch, Duits en het Engels worden het meest gesproken als tweede taal. Het Engels, dat inmiddels als tweede taal wordt geleerd op school, is vooral gangbaar onder Poolse jongeren. Russisch en Duits worden meer gesproken onder ouderen, ook al ligt Duits bij sommige Polen nog altijd gevoelig.
Het Russisch is jarenlang als tweede taal op scholen gegeven en wordt mede dankzij de taalverwantschap nog steeds door velen gesproken.

### Religie

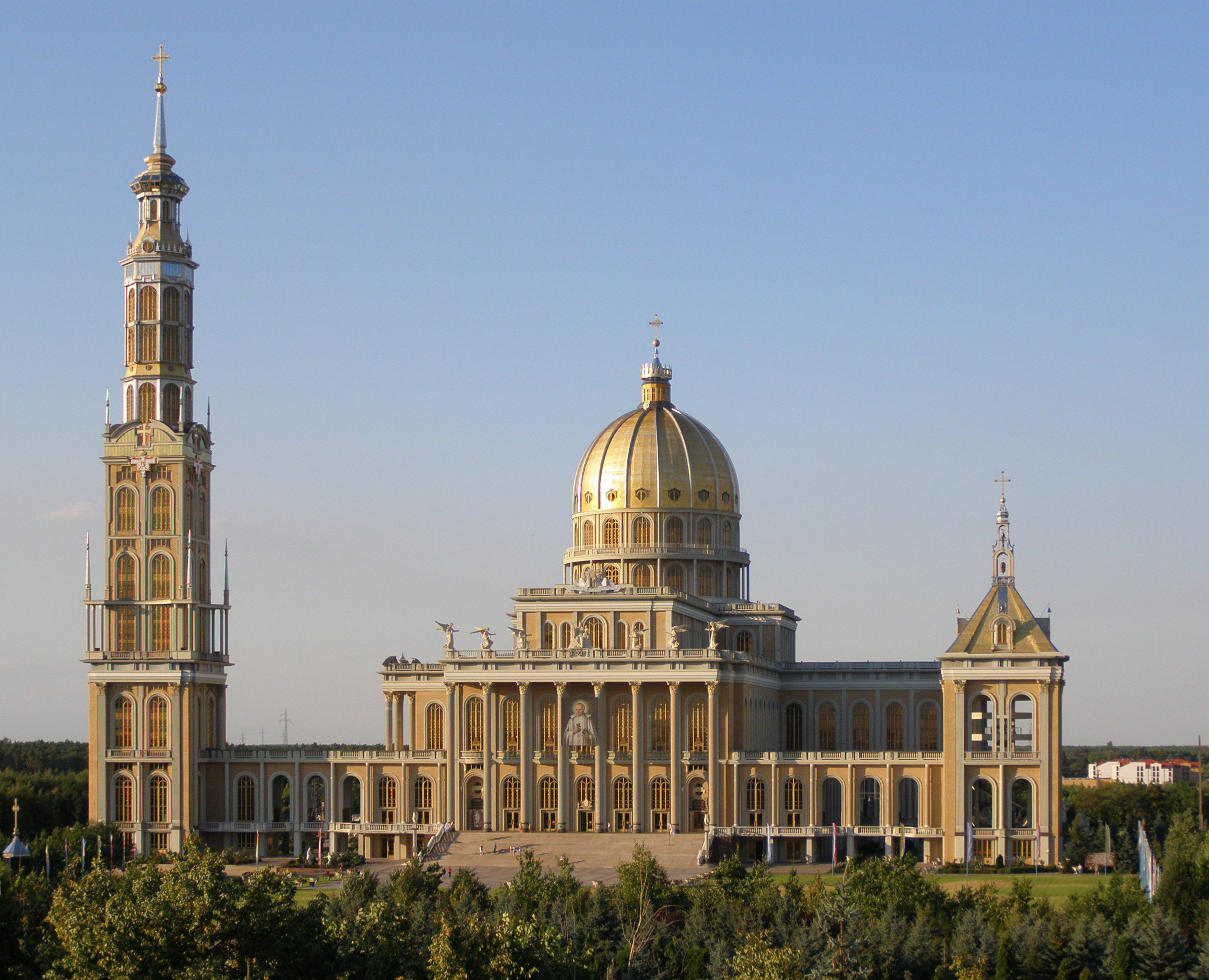
Mariabasiliek van Licheń.

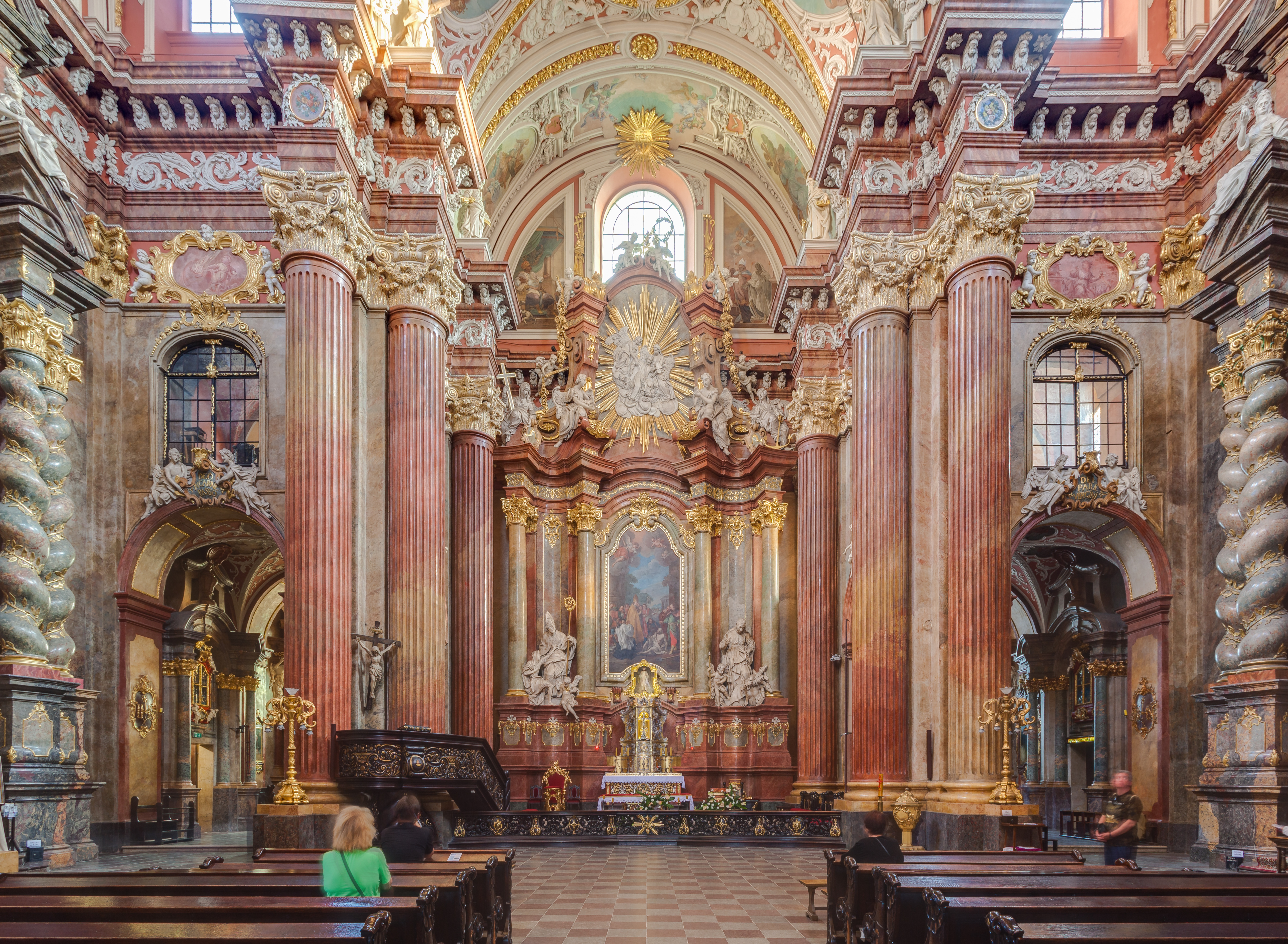
Heilige Maria Magdalena Kerk van Poznań.

In 2002 was 89,8 % katholiek, 1,3 % was Pools-orthodox (vooral een Wit-Russische minderheid in Podlachië), 0,3 % protestants en 8,3 % had geen religie aangegeven. Het aantal joden – in 1939 nog 10 % van de bevolking – bedroeg in 2002 nog slechts 8000. Van de totale Poolse bevolking gaat circa 56,7 % naar een katholieke kerkdienst op een zondag, veel meer dan in andere Europese landen en binnen de EU staat Polen op de eerste plaats. Polen geldt als een van de meest gelovige landen van Europa.
De Heiligen Casimir, Wojciech (Adalbert), Stanislaus Kostka, Andreas Bobola, Hyacinthus en Cunegonde zijn de patroonheiligen van Polen.
Paus Johannes Paulus II was een Pool en is voor vele Polen een symbool van hun land. Hij is tot nu toe de enige Slavische paus geweest en was bovendien de eerste niet-Italiaanse paus in 455 jaar. Hij wordt door velen gezien als een van de oorzaken van de ineenstorting van het communisme in Polen, en in bredere context in Centraal- en Oost-Europa. Een jaar nadat hij paus was geworden, sprak hij in zijn geboorteland Polen zijn landgenoten toe en vertelde hen dat ze niet bang hoefden te zijn. Zijn woorden drongen door tot veel Poolse zielen: "Laat de Heilige Geest neerkomen en laat hem het beeld veranderen van het land...dit land." Johannes Paulus II is een belangrijke figuur in de Poolse samenleving en zijn dood in 2005 zorgde voor nooit geziene taferelen van rouw en verdriet doorheen het hele land.
In 2016 werd Jezus symbolisch tot koning van Polen gekroond. Dit was informeel al twee keer eerder gebeurd, in 1997 en 2000, evenwel zonder de zegen van de Katholieke Kerk, terwijl toen ook de president ontbrak. De kroning in 2016 vond plaats met de zegen van de Katholieke Kerk en in aanwezigheid van president Andrzej Duda.
Belangrijke bedevaartplaatsen in Polen zijn het klooster op de Jasna Góra in Częstochowa, het huis van Johannes Paulus II in Wadowice en de Mariabasiliek van Licheń.

## Cultuur
De cultuur van Polen is nauw verbonden met zijn ingewikkelde 1000 jaar aan geschiedenis. Het karakter van de cultuur is ontstaan als gevolg van de geografie van Polen en door de samenvloeiing van de Europese culturen. Met een oorsprong in de cultuur van de Proto-Slaven werd na verloop van tijd de Poolse cultuur sterk beïnvloed door verweving en banden met de Germaanse, Latijnse, Armeense, Joodse en Byzantijnse wereld evenals in een voortdurende dialoog met andere etnische groepen en minderheden in Polen. De mensen van Polen worden van oudsher gezien als gastvrij voor kunstenaars uit het buitenland en welwillend als het gaat om het volgen van culturele en artistieke trends die populair zijn in andere landen. In de 19e en 20e eeuw was de focus in Polen eerder gericht op de culturele ontwikkeling boven politieke en economische activiteiten. Deze factoren hebben bijgedragen aan het veelzijdige karakter van de Poolse kunst met al zijn complexe nuances.

### Tradities en folklore

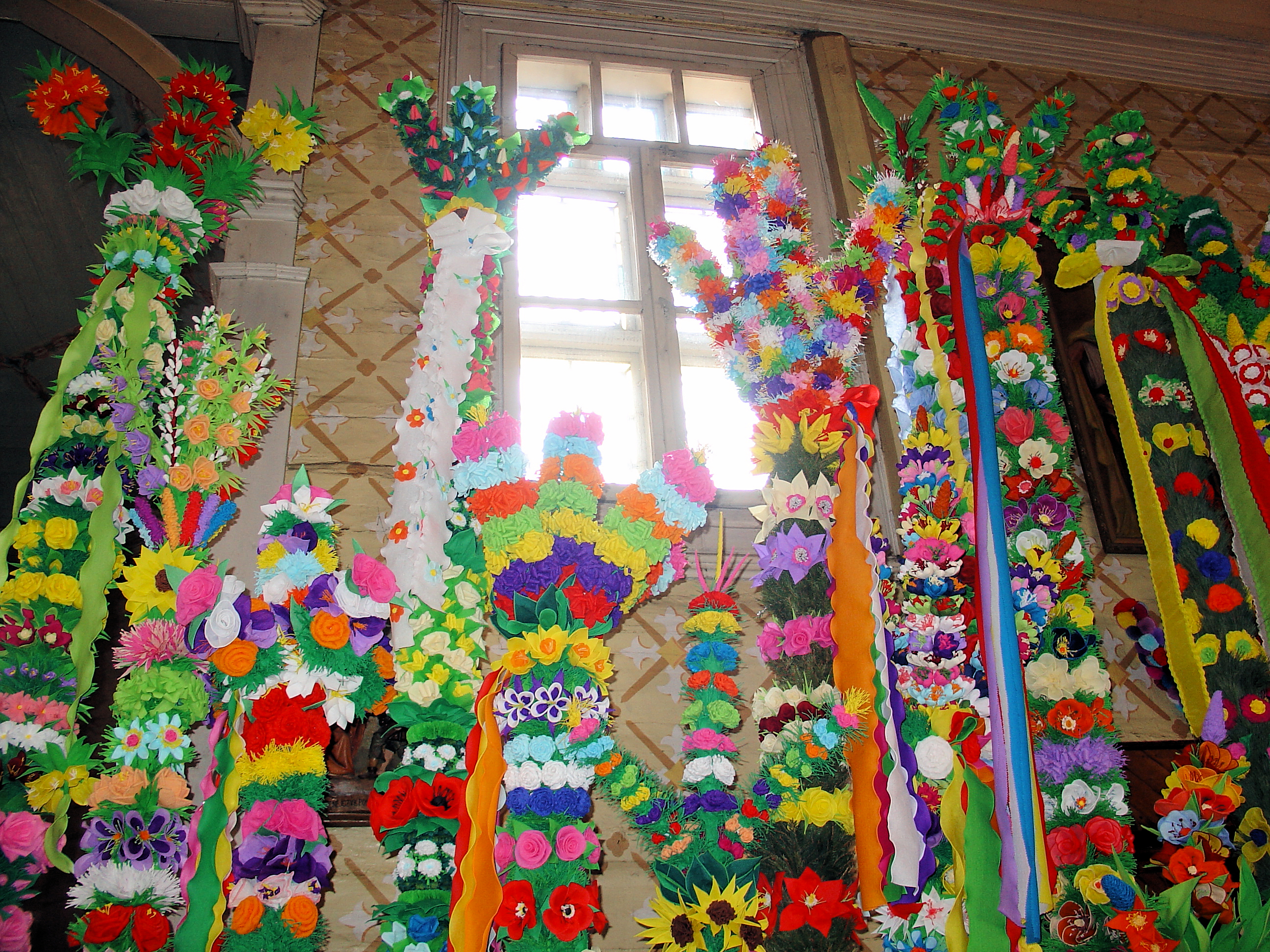
Łyse pasen palmen

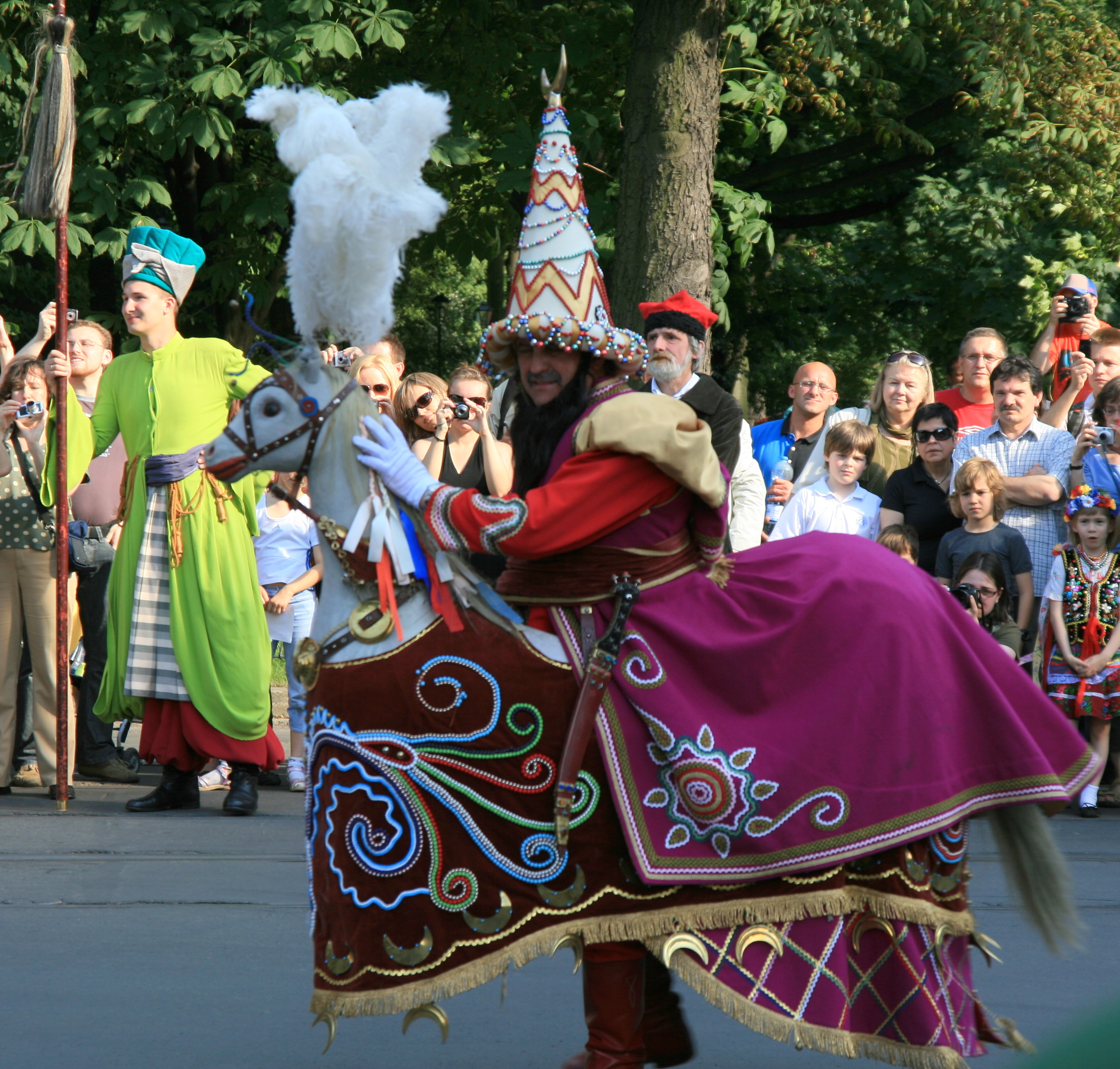
Lajkonik in Krakau

Alle belangrijke Poolse feesten hebben een samenhang met de christelijke tradities. Poolse feesten stammen niet alleen af van de christelijke rituelen, maar ook van de gebruikelijke en bestendige elementen van de heidense plechtigheden. Deze mengeling veroorzaakte dat de heidense tradities zich met de christelijke tradities vervlochten hebben en deze een nieuwe betekenis en maat gegeven hebben. Zo vieren veel polen hun naamdag: of te wel de kalenderdag van de heilige, waarnaar ze vernoemd zijn. Zo is bijvoorbeeld 25 november de naamdag van Catharina van Alexandrië, en 24 juni de naamdag van Johannes de Doper.

### Muziek
Muzikanten uit Polen, waaronder de beroemde componisten als Chopin of Penderecki, en traditionele en op regionale schaal optredende folkmuzikanten, creëren een levendige en gevarieerde muziekscene, die ook haar eigen muziekgenres kent, zoals poezja śpiewana en disco polo. Sinds 2006 is Polen een van de weinige landen in Europa waar rock en hiphop domineren ten opzichte van popmuziek.

### Architectuur

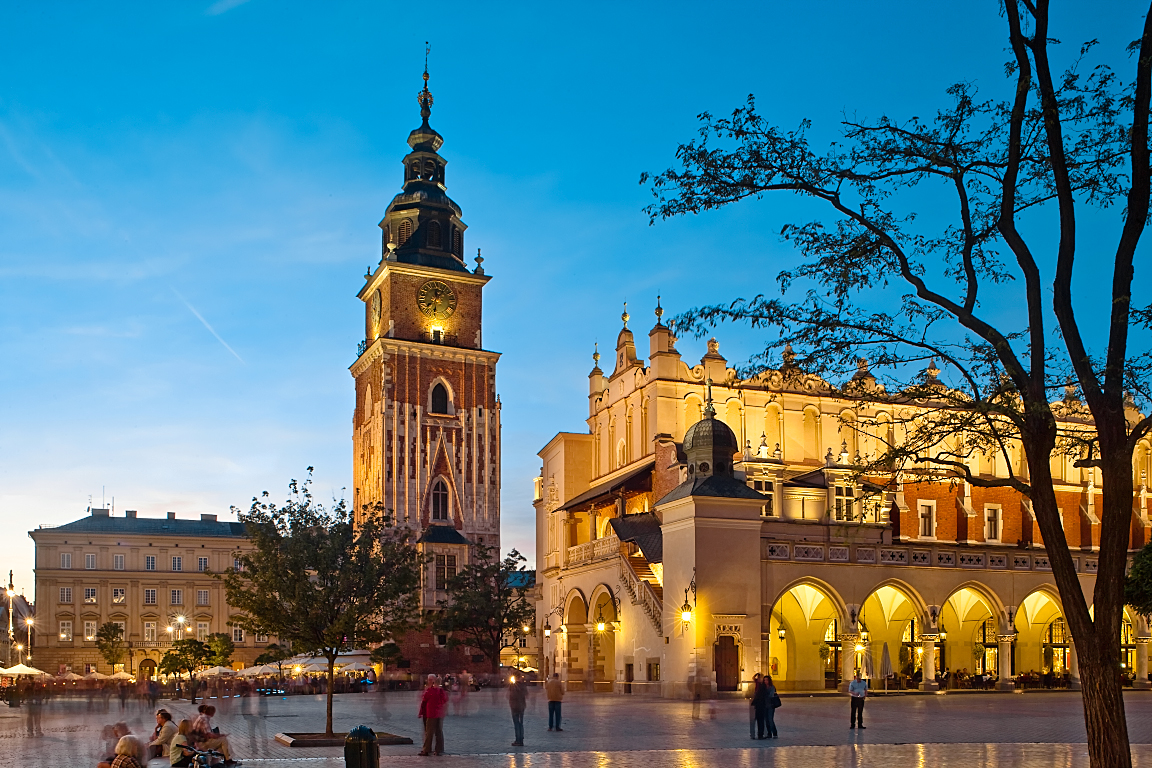
De Sukiennice op de Grote Markt in Krakau

Poolse steden en gemeenten reflecteren het gehele scala aan Europese stijlen. De Romaanse architectuur wordt vertegenwoordigd door de Andreaskerk in Krakau. Kenmerkend voor de Poolse baksteengotiek is de Mariakerk in Gdańsk. Rijk versierde zolders en arcadeloggia's zijn algemene elementen van de Poolse Renaissance architectuur. Deze zijn te zien in bijvoorbeeld het stadshuis in Poznań. Gedurende enige tijd stond de late renaissance, het zogenaamde maniërisme, met name zichtbaar in het bisschoppelijke paleis in Kielce, naast het vroege barok, zoals zichtbaar in de kerk van de Heiligen Peter en Paul in Krakau.

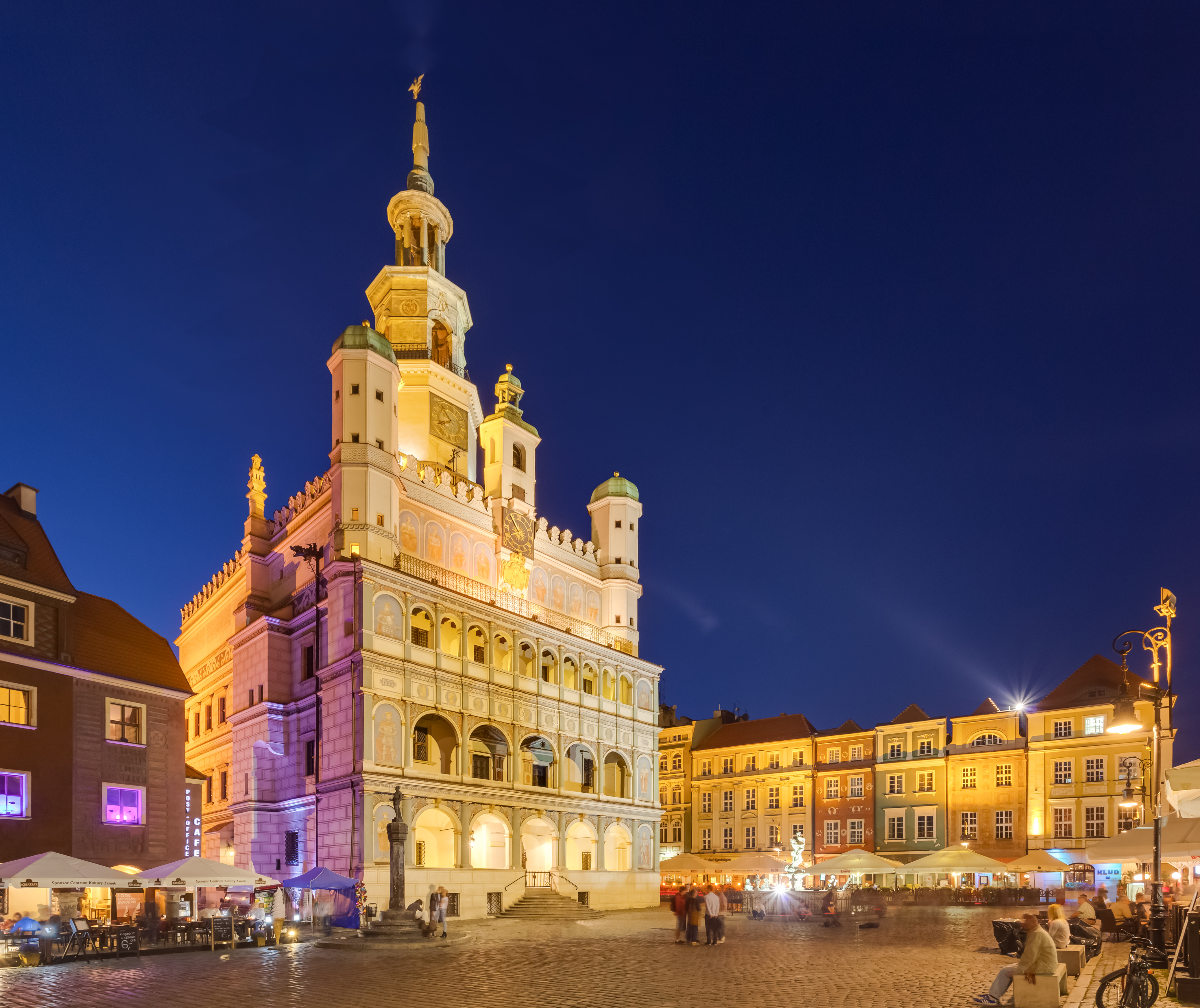
Renaissance raadhuis in Poznań

De geschiedenis is niet bepaald vriendelijk geweest voor de architecturale monumenten van Polen. Toch heeft een aantal oude structuren het overleefd: kastelen, kerken en statige gebouwen, vaak uniek in de regionale of Europese context. Sommigen van hen zijn zorgvuldig gerestaureerd, zoals het Wawel-kasteel, of volledig gereconstrueerd nadat ze vernietigd waren in de Tweede Wereldoorlog, inclusief het historisch centrum en het koninklijk paleis in Warschau en de oude binnenstad van Gdańsk. De architectuur van Gdańsk is grotendeels die van een Hanzestad, een gotische stijl gemeenschappelijke onder de vroegere handelssteden langs de Oostzee en in het noordelijke deel van Midden-Europa. De bouwstijl van Wrocław is voornamelijk een Duitse architectuur aangezien het zich eeuwenlang bevond in de Duitse staten. Het centrum van Kazimierz Dolny aan de Wisła is een goed voorbeeld van een goed bewaard gebleven middeleeuwse stad. De oude hoofdstad van Polen, Krakau, behoort tot de best bewaarde gotische en renaissance stedelijke complexen in Europa. Sommige oude gebouwen zijn veel veranderingen in verschillende tijdperken ondergaan, zoals Slot van Stettin.

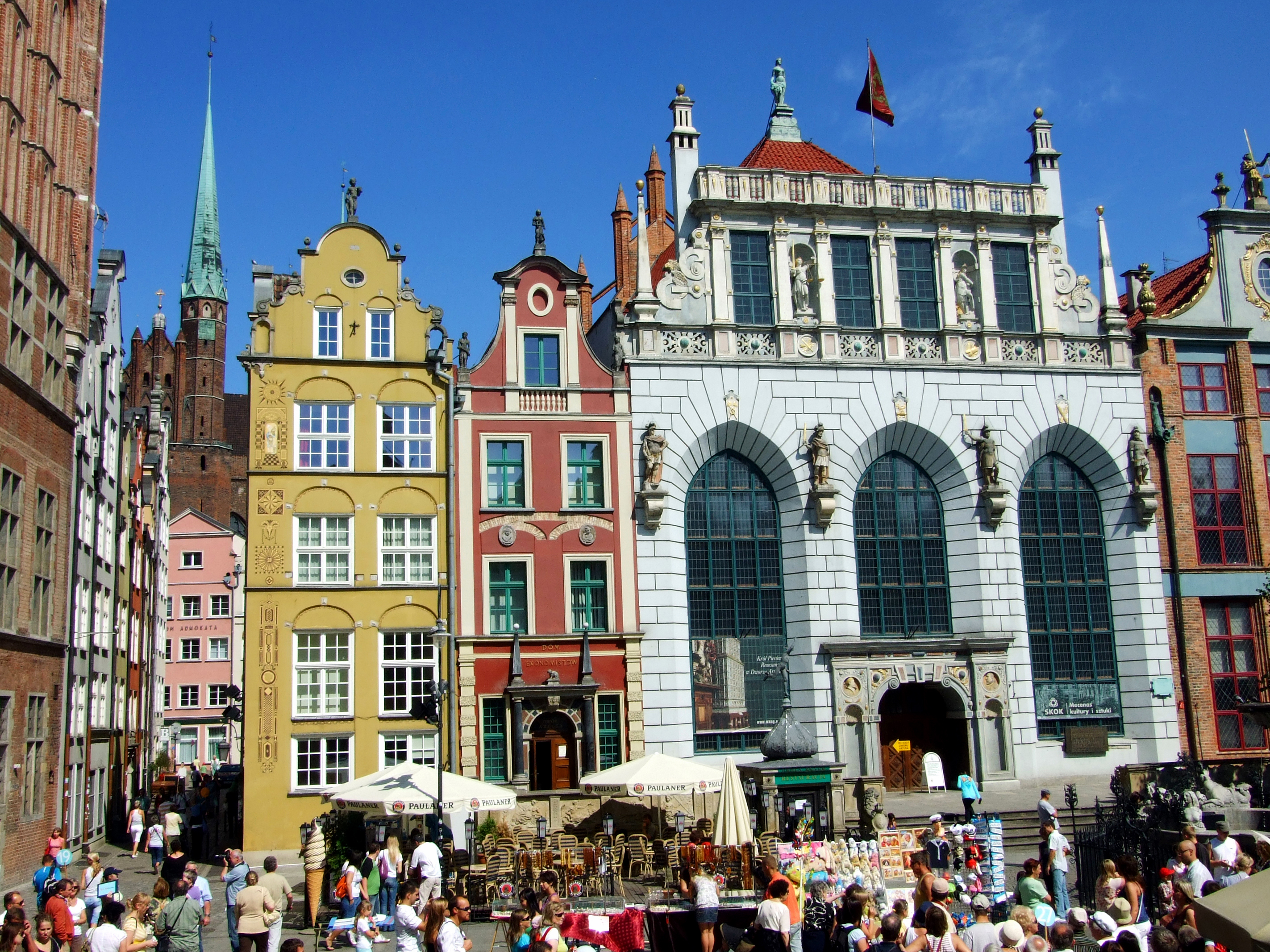
Gdańsk, is de grootste stad in het noorden van Polen

Ondertussen speelde de erfenis van de Kresy van de oostelijke regio's van Polen, waar Wilno en Lwów (nu Vilnius en Lviv) werden erkend als de twee belangrijke centra voor de kunsten, een bijzondere rol in de ontwikkeling van de Poolse architectuur, met katholieke kerk architectuur die speciale aandacht verdient. In Vilnius (Litouwen) zijn er ongeveer 40 barok en renaissance kerken. In Lviv (Oekraïne) zijn er ook een aantal gotische, renaissancistische en barokke religieuze gebouwen die zijn ontleend aan en beïnvloed door Oosters-orthodoxe en Armeens-Apostolische kerk architectuur.
De tweede helft van de 17e eeuw wordt gekenmerkt door barokke architectuur. Zijtorens, zichtbaar in het Branickipaleis in Białystok zijn typisch voor de Poolse barok. De klassieke Silezische barok wordt vertegenwoordigd door de Universiteit in Wrocław. De overvloedige decoraties van Branickipaleis in Warschau zijn kenmerkend voor rococo stijl. Het centrum van het Poolse classicisme was Warschau onder het bewind van de laatste Poolse koning Stanisław August Poniatowski. Het Łazienkipaleis is het meest opvallende voorbeeld van de Poolse neoklassieke architectuur. Het Lublinkasteel staat voor de neogotische stijl in de architectuur, terwijl de Izrael Poznański-paleis in Łódź een voorbeeld is van eclecticisme.

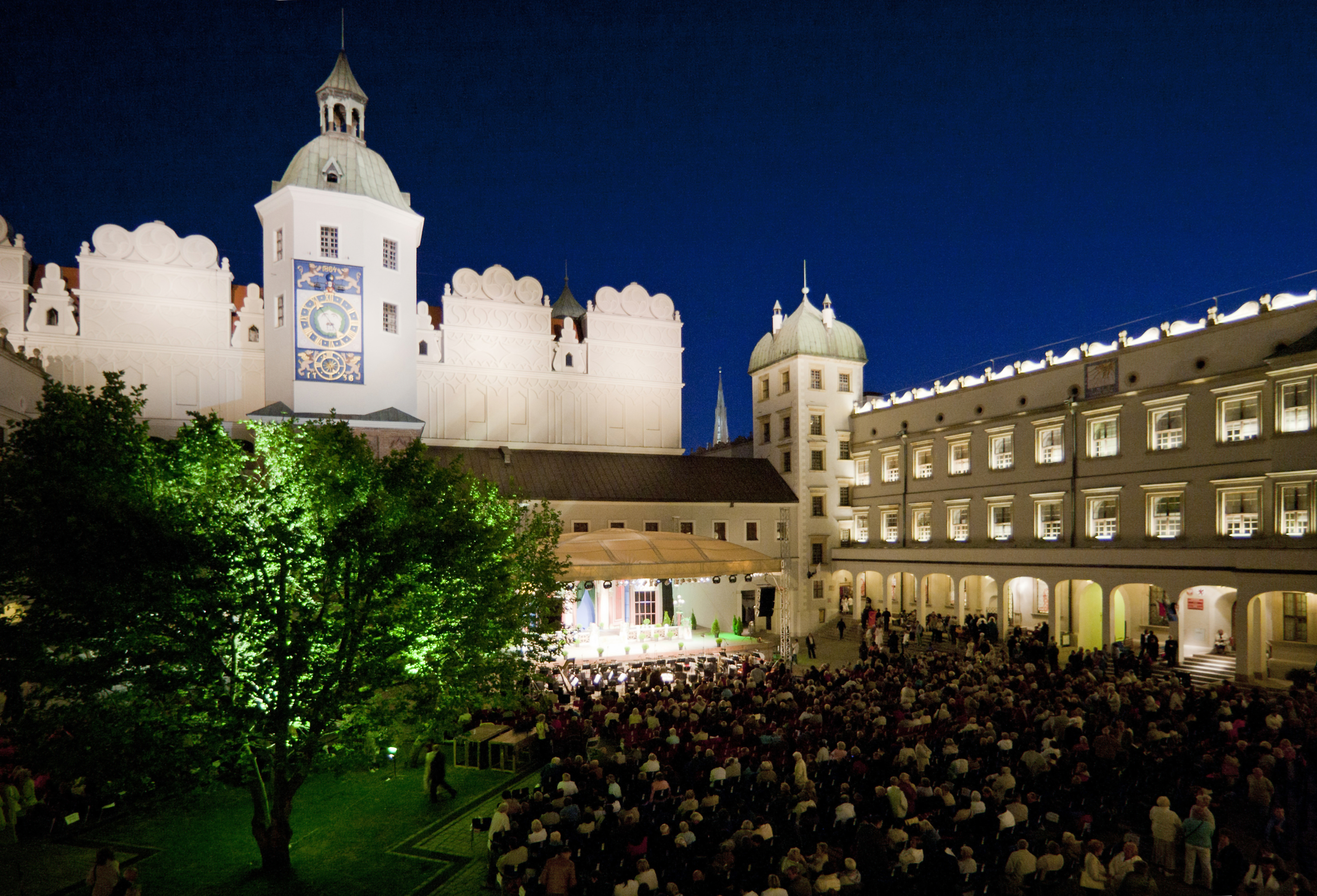
Slot van Stettin

### Bezienswaardigheden
- Historisch centrum van Kraków
- Wieliczka-zoutmijn en Bochnia-zoutmijn
- Nazi-Duitslands concentratie- en vernietigingskamp Auschwitz-Birkenau 1940-1945
- Woud van Białowieża
- Morskie Oko, een prachtig meer in de Poolse Tatra
- Zakopane, uitvalsoord in de winter voor skiliefhebbers gelegen in de Poolse Tatra
- Historisch centrum Stare Miasto van Warschau
- Oude stad Zamość
- Middeleeuwse stad Toruń
- Kasteel van de Duitse ridderorde in Malbork, het grootste kasteel ter wereld qua oppervlakte
- Het Manneristisch architectonische en parklandschapcomplex en pelgrimspark Kalwaria Zebrzydowska
- Vredeskerken in Jawor en Świdnica
- Houten kerken van zuidelijk Małopolska
- Park Mużakowski (gedeeltelijk in Duitsland)
- Hala Stulecia in Wrocław
- Houten tserkva's van de Karpaten in Polen en Oekraïne

### Keuken

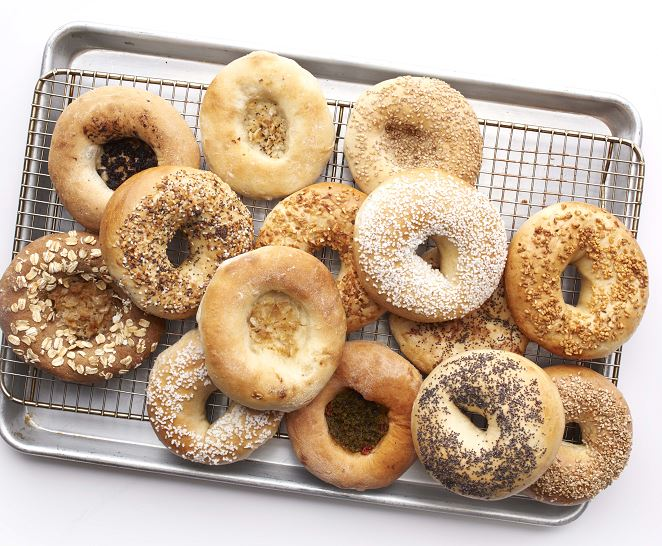
De bagel is van oorsprong een Pools product

De Poolse keuken is beïnvloed door de keukens van de omringende landen. Eeuwenlang was de Poolse keuken een concurrent van de Franse en Italiaanse keukens. Ze is rijk aan vlees, vooral varkensvlees, kip en rundvlees, wintergroenten (bigos) en kruiden. Ook pasta komt voor in Poolse gerechten. Een populair gerecht in Polen zijn de pierogi. Pierogi zijn 'tasjes' van ongerezen deeg met verschillende vulling. Het deeg is, anders dan pastadeeg, bereid zonder toevoeging van eieren. Pierogi zijn enigszins vergelijkbaar met ravioli, maar ze zijn groter en min of meer halvemaanvormig.
De Poolse nationale keuken deelt een aantal gelijkenissen met andere Europese tradities. In het algemeen is de Poolse keuken stevig te noemen. De voorbereiding van gerechten uit de traditionele keuken is over het algemeen tijdrovend en Polen nemen ruim de tijd om zich voor te bereiden. De bereiding van feestelijke maaltijden, zoals het feestmaal op kerstavond of het paasontbijt kan soms een aantal dagen van voorbereiding vragen. De meeste regio's van Polen hebben eigen gastronomische tradities met vaak onderscheidende smaken.
Bekende Poolse gerechten zijn onder meer de soepen rosół, barszcz (borsjtsj), chłodnik, żurek (zure roggesoep), krupnik, kapuśniak (soep van zuurkool), zupa pomidorowa (romige tomatensoep), zupa ogórkowa (augurkensoep), zupa grzybowa en flaczki (soep van pens) en gerechten zoals pierogi, kiełbasa, gołąbki, oscypek, kotlet schabowy (wienerschnitzel), kotlet mielony (afgeplatte gehaktbal), bigos, verschillende aardappelgerechten, aardappelpannenkoekjes, zapiekanka en traditionele Poolse desserts zoals pączek, faworki, peperkoek, makowiec, rogal świętomarciński en babka.
Een traditionele, alcoholhoudende drank is de van honing gemaakte mede. Sinds de 13e eeuw zijn daar bier, wijn en wodka bij gekomen. Sinds de jaren 80 van de vorige eeuw is de wodka-consumptie sterk afgenomen en de consumptie van bier en wijn toegenomen. In de Poolse wijnbouw wordt sinds het begin van de 21e eeuw geïnvesteerd in moderne technologieën.

## Politiek

### Staatsinrichting
Polen was reeds in de Middeleeuwen een van de eerste landen in de Europese geschiedenis met een parlement. Echter pas in 1989 werd er een tweekamerstelsel ingevoerd. De oude Sejm werd toen verdeeld in een hoger- en een lagerhuis. Het lagerhuis (Sejm) telt 460 leden, het hogerhuis (Senaat) telt 100 leden. Via een speciale regeling wisten de communisten tot 1990 nog aan de macht te blijven. In 1991 werd een stelsel van evenredige vertegenwoordiging ingevoerd.
De president wordt sinds 1991 rechtstreeks gekozen. Hij heeft verregaande bevoegdheden en kan het parlement ontbinden, heeft vetorecht en kan verkiezingen uitschrijven. Onlangs op 1 juni 2025 is er een nieuwe president gekozen in de naam van Karol Nawrocki. Nawrocki heeft een conservatieve en nationalisitsche achtergrond en wordt gesteund door de partij PiS (zie 'Politieke partijen' hieronder). Hij volgt de vertrekkende president Andrzej Duda op. Dit betekent voor de derde keer op rij dat PiS hun eigen kandidaat president ziet worden (sinds 2015). De Poolse presidentsverkiezingen worden gehouden om de vijf jaar en de eerstvolgende verkiezing is in het jaar 2030.

### Bestuurlijke indeling

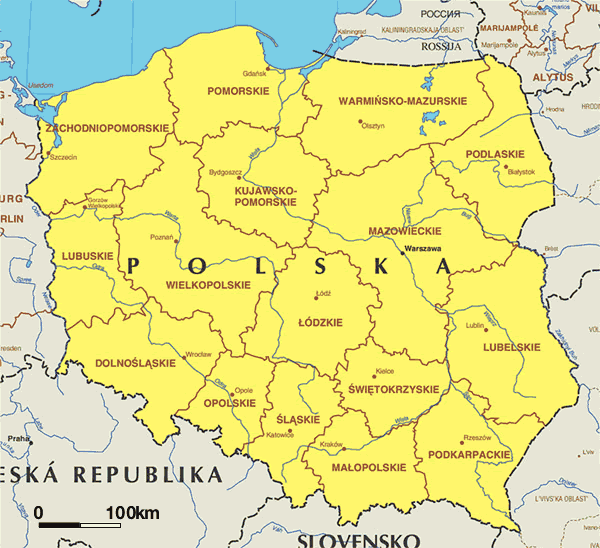
Woiwodschappen van Polen

In 1990 werd Polen gedecentraliseerd, de lokale overheden kregen meer bevoegdheden. Het land is bestuurlijk verdeeld in 16 woiwodschappen of provincies die verder zijn onderverdeeld in 379 districten (powiats). Deze powiats zijn weer onderverdeeld in 2478 gemeentes (gmina's). Voor lijsten van bestuurlijke indelingen zie:
- Woiwodschappen van Polen
- Lijst van districten in Polen
- Lijst van gemeenten in Polen

### Politieke partijen

#### Huidige

##### Parlementair vertegenwoordigd
- PiS (Recht en Rechtvaardigheid; conservatief, nationalistisch)
- PO (Burgerplatform; conservatief, liberaal)
- Nowoczesna (Modern; centristisch, liberaal)
- PSL (Poolse Volkspartij; boerenpartij, centrumrechts)
- SPZZ (Solidarna Polska; conservatief, nationalistisch)
- PRZP (Polen Samen - Verenigd Rechts; rechts-liberaal, conservatief)
- Konfederacja Wolność i Niepodległość (rechts, conservatief, patriottische)

##### Niet parlementair vertegenwoordigd
- Samoobrona (Zelfverdediging van de Poolse Republiek, nationalistisch, populistisch)
- LPR (Liga van Poolse Gezinnen; nationalistisch, katholiek, conservatief)
- Partia Demokratyczna - demokraci.pl (sociaal-liberaal)
- PR (Rechtervleugel van de Republiek) opgericht in april 2007 als afscheiding van PiS
- Twój Ruch (liberaal, progressief liberalisme)
- SLD (Alliantie van Democratisch Links; sociaaldemocratisch)
- Partia Zieloni (Partij de Groenen; ecologisch)

#### Vroegere
- PZPR (1948-1990; Poolse Verenigde Arbeiderspartij; communistisch)
- Solidarność (Solidariteit), gesplitst in de AWS en UD (later UW).
- UD (Democratische Unie)
- KLD (Liberaal-Democratisch Congres)
- PC (Centrumalliantie)
- UW (Vrijheidsunie; links-liberaal) 1994-2005
- AWS (Verkiezingsactie Solidariteit; rechts)
- Polska Jest Najważniejsza opgericht als afscheiding van PiS

### Buitenlandse politiek
Het huidige Polen is een toegewijd lid van de NAVO en bondgenoot van de Verenigde Staten. Op 12 juni 2019 tekenden beide landen een gezamenlijke overeenkomst met betrekking tot militaire samenwerking, de Joint Declaration on Defense Cooperation Regarding United States Force Posture in the Republic of Poland. Vanaf januari 2025 is Polen een half jaar lang voorzitter van de Raad van de Europese Unie. Zij nemen het stokje over van Hongarije. De leidraad van het Poolse voorzitterschap zal liggen in het kader van Europese veiligheid.

## Economie

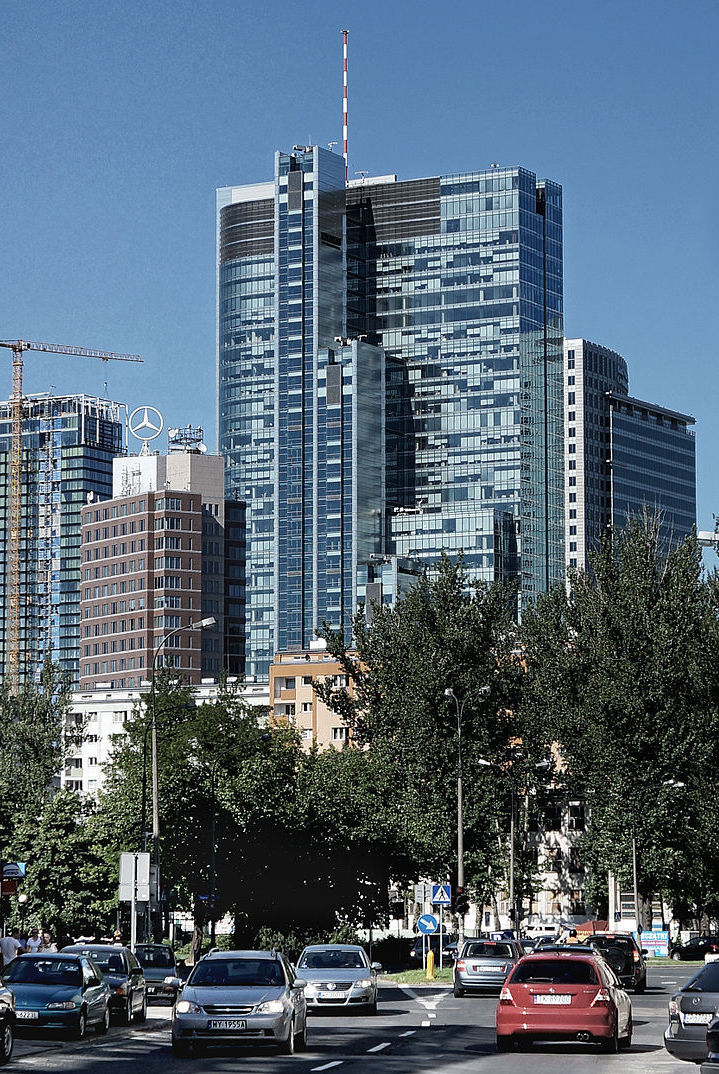
Wolkenkrabbers in Warschau

In 2014 was Polen de 23ste economie van de wereld. Aan het begin van de economische crisis in 2009 was Polen het enige land van de Europese Unie dat géén recessie kende. Sinds de crisis is er geen recessie noch inkrimping van de economie gekomen. In 2011 was de economische groei 4,3%, een van de beste resultaten van Europa. Datzelfde jaar was de werkloosheidsgraad 9,7%.
Sinds de val van het communisme in Polen heeft Polen vele hervormingen doorgevoerd, wat de economie enorm heeft geholpen. In 1996 waren al 70% van de handelspartners leden van de Europese Unie en buurland Duitsland was op dat moment de belangrijkste handelspartner van Polen. In de Arabische wereld zijn de Verenigde Arabische Emiraten de belangrijkste handelspartner. De grote potentiële groei, een grote binnenlandse afzetmarkt, EU-lidmaatschap en een hoge politieke stabiliteit overtuigen vele buitenlandse firma's om in Polen te investeren.
Recente groei van het BNP:
| Jaar | Q1   | Q2    | Q3    | Q4    |
| ---- | ---- | ----- | ----- | ----- |
| 2022 | 8,6% | 5,8%  | 3,6%  | 2,0%  |
| 2021 | 0,2% | 12,2% | 6,5%  | 8,5%  |
| 2020 | 2,6% | -7,9% | -1,1% | -2,1% |
| 2019 | 5,5% | 5,4%  | 4,6%  | 3,7%  |
| 2018 | 5,3% | 5,5%  | 5,5%  | 5,1%  |
| 2017 | 4,7% | 4,2%  | 5,4%  | 5,0%  |

### Landbouw
Akkers worden op sommige plaatsen nog bewerkt met paard en ploeg en er worden nog steeds karren getrokken door paarden. Een traditioneel plattelandshuis is van hout, met steile daken. De landbouwsector is een grote werkgever (20 à 25% van de actieve bevolking)
De appeloogst in 2015 werd geschat op 3,168 miljoen ton. In 2015 was Polen de grootste exporteur van appelen ter wereld. Ook aardappelen, maïs, peren, kersen en druiven worden geproduceerd.
Kippeneieren: De productie van kippeneieren bedroeg in 2015 10,474 miljard stuks. Wat de uitvoer betreft, staat het op de tweede plaats in de EU.
Champignons: De champignonproductie bedroeg in 2015 335 duizend ton. Polen is de grootste producent van champignons in Europa en de grootste exporteur van champignons ter wereld.
De productie van bonthuiden bedroeg in 2015 ca. 10 miljoen stuks. Polen is de tweede producent van natuurlijke bonthuiden in Europa, na Denemarken en de derde in de wereld

### Energievoorziening
Polen produceerde 67 miljoen ton olie equivalent (Mtoe) in 2014, vooral kolen 80% en duurzame energie 13%. (1Mtoe = 11,63 TWh, miljard kilowattuur.) Dat was niet genoeg voor de energievoorziening, het  TPES (total primary energy supply): 94 Mtoe. Het land importeerde 27 Mtoe fossiele brandstof meer dan het exporteerde.
Van de energie ging ongeveer 30 Mtoe verloren bij conversie, vooral bij elektriciteitsopwekking uit kolen. 5 Mtoe werd gebruikt voor niet-energetische producten zoals smeermiddelen, asfalt en petrochemicaliën. Voor energie eindgebruikers resteerde 60 Mtoe waarvan 11 Mtoe = 126 TWh elektriciteit.
De uitstoot van kooldioxide was 279 megaton, dat is 7,7 ton per persoon. Het wereldgemiddelde was 4,5 ton per persoon.
In de periode 2012-2014 daalde het eindgebruik 5%, het aandeel elektriciteit bleef bijna gelijk. De met zon en wind opgewekte elektriciteit steeg 60%.
Polen is voornemens op termijn zes kernreactoren te bouwen met behulp van Amerikaanse expertise om het gebruik van steenkool en de CO2-uitstoot te verminderen. In 2033 zou de eerste nieuwe reactor moeten draaien.

### Toerisme, verkeer en vervoer

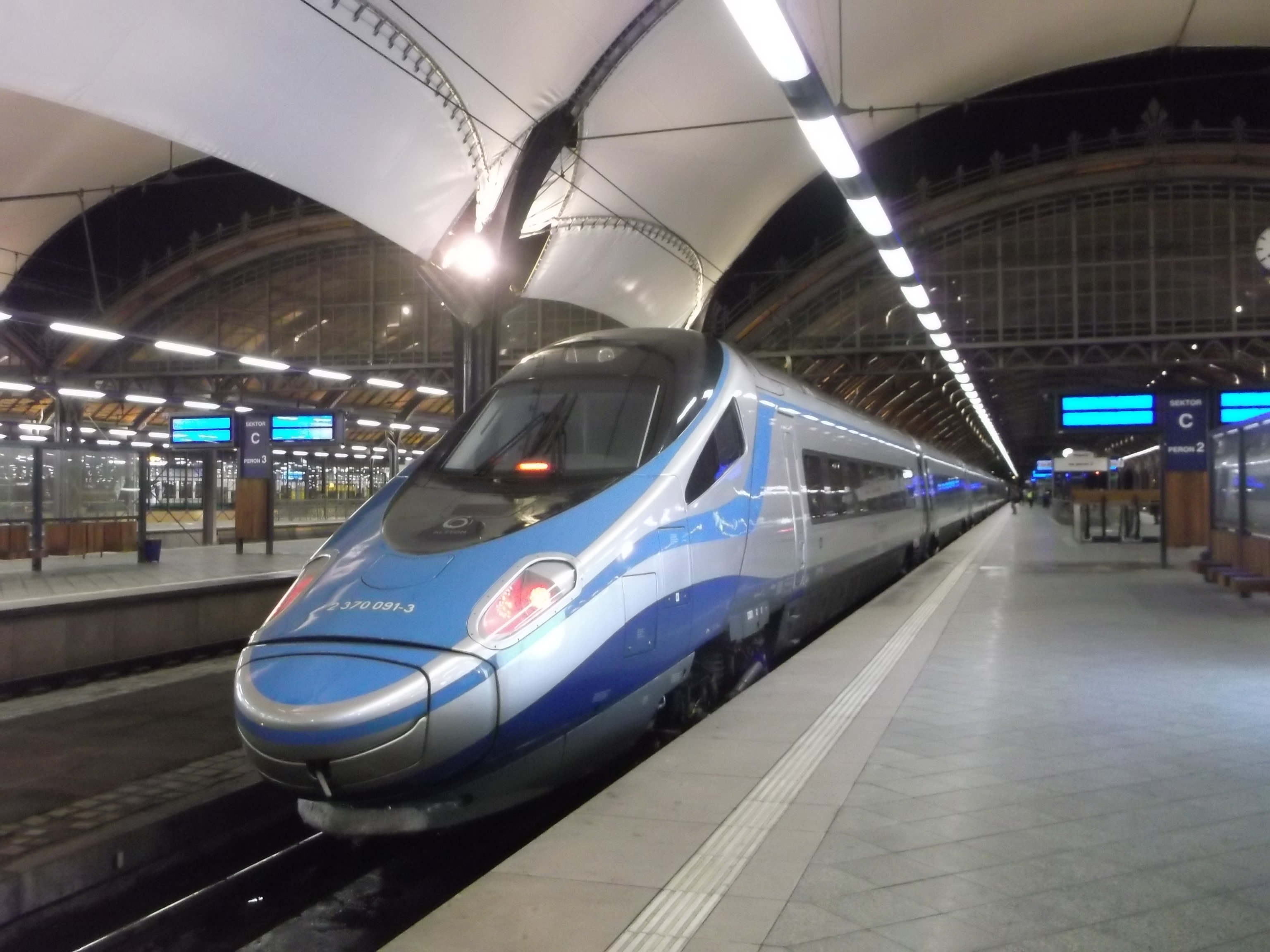
Pendolino, Wrocław

Polen wordt jaarlijks bezocht door ongeveer 17,5 miljoen toeristen (2016).

#### Luchthavens
Polen telt in totaal 123 vliegvelden waarvan 12 bestemd voor burgerluchtvaart. Naast het vliegveld van Warschau (17,7 miljoen passagiers in 2018) zijn Luchthaven Kraków-Balice (6,7 miljoen passagiers in 2018), Luchthaven Gdańsk Lech Wałęsa (4,9 miljoen passagiers in 2018), Luchthaven Katowice-Pyrzowice (4,8 miljoen passagiers in 2018) en Luchthaven Wroclaw-Copernicus (3,3 miljoen passagiers in 2018) het grootst.

#### Wegverkeer
Het Pools wegennet telt 423.997 kilometer, waarvan 295.356 kilometer verhard en 128.641 kilometer onverhard is (stand 2008). Hiervan is circa 1600 kilometer snelweg (2011). Uiteindelijk zal het snelwegennet uitgebreid worden tot 2004,4 km met een A aanduiding en 5745 km met een S aanduiding. De kwaliteit van de wegen is in de afgelopen jaren in een rap tempo verbeterd. Momenteel wordt er gewerkt aan het uitbreiden van het snelwegennet. Er zijn zes snelwegen met een A-nummer: de Autostrada's A1, de A2, de A4, de A6, de A8 en de A18. Het gehele jaar is het in Polen verplicht met licht aan te rijden. Op de snelwegen met een S-aanduiding mag 120 kilometer per uur worden gereden en op de snelwegen met een A-aanduiding 140.

#### Trein
Polen kent een uitgebreid spoorwegennet van 23.072 kilometer dat wordt beheerd door de Poolse staatsspoorwegmaatschappij PKP (Polskie Koleje Państwowe). Wel rijden treinen relatief langzaam op de meeste trajecten door achterstallig onderhoud. Tot 2012 zullen de meeste lijnen tussen grote steden gemoderniseerd worden. De snelheden zullen verhoogd worden naar 160 km/h voor de klassieke treinen en 200 km/h voor de hogesnelheidstreinen. Tussen de grote steden rijden intercity's, de rest van het land wordt bediend door sneltreinen, versnelde treinen en stoptreinen. Warschau is via een rechtstreekse Intercity verbonden met Berlijn. Deze trein stopt ook in het ongeveer halverwege gelegen Poznań, rijdt meerdere malen per dag en doet ongeveer 6 uur over de route. Ook steden als Gdańsk, Krakau, Szczecin en Wrocław zijn rechtstreeks verbonden met Berlijn.
Meest comfortabele verbindingen worden bediend door de hogesnelheidstreinen (intercity premium). Hogesnelheidstreinen rijden tussen Gdansk, Krakau, Warschau, Katowice en Wroclaw. De eerste treinen zijn in 2014 afgeleverd.

#### Tram
Er zijn 16 Poolse steden met tramlijnen (status 2022).

#### Fietsrijbewijs
Voor fietsende kinderen van 10 tot 18 jaar is in Polen sinds 2011 een fietsrijbewijs (Pools: karta rowerowa) verplicht, met fietsexamen, controles en boete.

## Media

### Televisie

#### Publiek
- Telewizja Polska (TVP), publieke omroep met twee landelijke netten, namelijk TVP 1 en TVP 2 en een derde regionale: TVP INFO en een internationale voor Polen in het buitenland (TVP Polonia), TVP HD, TVP KULTURA, TVP HISTORIA, TVP SPORT. Tevens enkele themakanalen.

#### Overig
- TVN, diverse kanalen van de Luxemburgse ITI Groep, waaronder TVN Siedem (vroeger RTL 7 (Polen)), TVN Meteo, TVN24, TVN&CNBC Biznes, TVN Religia, TVN HD, TVN Turbo, TVN Style, TVN Lingua, Mango 24, iTVN.
- Polsat, Polsat 2, Polsat Sport, Polsat Sport HD, Polsat Sport Extra, Polsat Sport News, Polsat Futbol, Polsat NEWS, Polsat Play, Polsat Cafe, TV Biznes, TV4,
- Polcast (Tele 5 en Polonia 1)
- Superstacja
- Viva Polska
- Kino Polska
- TV Puls
- TV Trwam (katholiek)
- verder Pools(talig)e versies van de zenders van MTV, Discovery Channel, Canal+, HBO, The Walt Disney Company, Time Warner, Fox Entertainment Group, Hallmark Channel en Comedy Central. De meeste van deze netwerken hebben meerdere Poolse kanalen.